# Gerald's Game (film)
Gerald's Game is een Amerikaanse thriller-horrorfilm, geregisseerd door Mike Flanagan. De film is een adaptatie van het gelijknamige boek van Stephen King en werd gemaakt voor de streamingdienst Netflix.

## Verhaal
Jessie en Gerald zijn op vakantie in een rustig, afgelegen vakantiehuis. Tijdens een bondage-vrijpartij krijgt Gerald een hartaanval. Jessie ligt met handboeien vastgemaakt aan het bed, en kan zichzelf op geen enkele manier bevrijden. Vastgekluisterd aan het bed, terwijl ze uitdroogt en haar dode echtgenoot langs het bed ligt, wordt Jessie geconfronteerd met de demonen uit haar verleden, die ze reeds lang had verdrongen.

## Rolverdeling
| Acteur          | Personage               |
| --------------- | ----------------------- |
| Carla Gugino    | Jessie Burlingame       |
| Bruce Greenwood | Gerald Burlingame       |
| Chiara Aurelia  | jonge Jessie Burlingame |
| Carel Struycken | Raymond Andrew Joubert  |
| Kate Siegel     | Jessie's moeder         |
| Henry Thomas    | Jessie's vader          |

## Achtergrond

### Préproductie
Tijdens het Filmfestival van Cannes in 2014 werd bekendgemaakt dat Mike Flanagan de rechten op het Stephen King boek Gerald's Game had bemachtigd. Flanagan zou naast het regisseren van de prent ook samen met Jeff Howard het scenario verzorgen. Trevor Macy van Intrepid Pictures nam de productie voor zijn rekening.
In het najaar van 2016 maakte Intrepid Pictures en Netflix bekend dat de film exclusief te zien zou zijn op het platform van de streamingdienst.

### Casting
Op 17 oktober 2016 maakte de productie bekend dat Carla Gugino en Bruce Greenwood werden gecast voor de hoofdrollen. Met de casting van Henry Thomas, Carel Struycken, Kate Siegel en Chiara Aurelia was de cast compleet.

### Opnames
De filmopnamen ging van start op 17 oktober 2016 in Mobile, Alabama.

### Promotie
Op 6 september 2017 gaf Netflix een trailer vrij van de film en werd de releasedatum bekendgemaakt.
Een week later onthulde Stephen King de poster van de film.